# Gottfried Weilenmann (Radsportler, 1920)

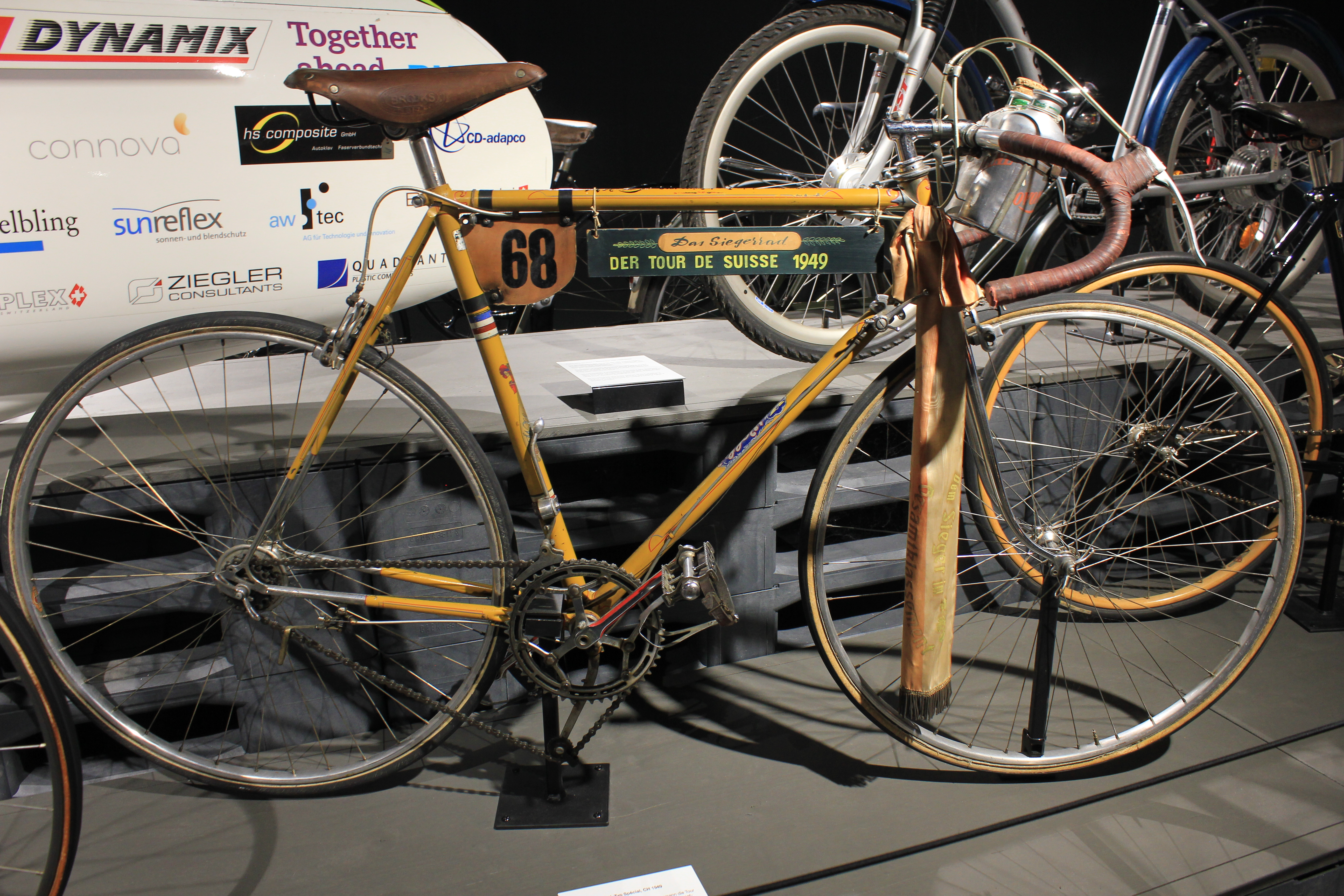
Weilenmanns Siegerrad der Tour de Suisse 1949 im Verkehrshaus der Schweiz

Gottfried (Göpf) Weilenmann (* 29. März 1920 in Amriswil; † 8. November 2018 in Lugano) war ein Schweizer Radsportler.

## Sportliche Laufbahn
Bereits als Amateur wurde Gottfried Weilenmann Schweizer Meister im Strassenrennen in seiner Klasse. Dreimal gewann er die Meisterschaft in der Mannschaftsverfolgung auf der Bahn in den Jahren 1942–1944. 1945 wurde er Profi. 1949 entschied er sich für die Teilnahme an der Tour de Suisse, nachdem bekannt geworden war, dass die beiden Schweizer Stars Hugo Koblet und Ferdy Kübler nicht an den Start gehen würden. Er beendete die Rundfahrt mit neun Sekunden Vorsprung als Sieger, obwohl er keine einzige Etappe gewonnen hatte. 1952 errang er bei den Strassenweltmeisterschaften in Luxemburg die Silbermedaille und wurde nationaler Meister im Strassenrennen.
Sieben Mal startete Weilenmann bei Tour de France und Giro d’Italia; seine beste Platzierung war Rang zwölf bei der Tour de France 1952. Sieben Mal ging er bei der Tour de Suisse an den Start. 1953 beendete er seine sportliche Laufbahn.
Gottfried Weilenmann war der ältere Bruder des Radrennfahrers Leo Weilenmann. Er starb 2018 im Alter von 98 Jahren in einem Seniorenheim in Lugano.

## Berufliches
Nach Beendigung seiner sportlichen Laufbahn siedelte Weilenmann nach Lugano über und übernahm die Generalvertretung einer Fahrrad- und Motorradfirma in der Schweiz.

## Erfolge
1942
- Schweizer Meister im Strassenrennen (Amateure)

1944
- Meisterschaft von Zürich (Amateure)

1952
- Schweizer Meister im Strassenrennen
- Weltmeisterschaft im Strassenrennen

## Grand-Tour-Platzierungen
| Grand Tour         | 1947 | 1948 | 1949 | 1950 | 1951 | 1952 |
| ------------------ | ---- | ---- | ---- | ---- | ---- | ---- |
| Giro d’ItaliaGiro  | –    | –    | –    | 45   | –    | 39   |
| Tour de FranceTour | 17   | –    | 40   | 50   | 50   | 12   |